# بلستد
بلستد (به انگلیسی: Belstead) یک روستا و محله مدنی در بریتانیا است که در سافک واقع شده‌است. بلستد ۲۰۲ نفر جمعیت دارد.